# Pabellón de Venezuela en la Exposición Universal de París de 1889

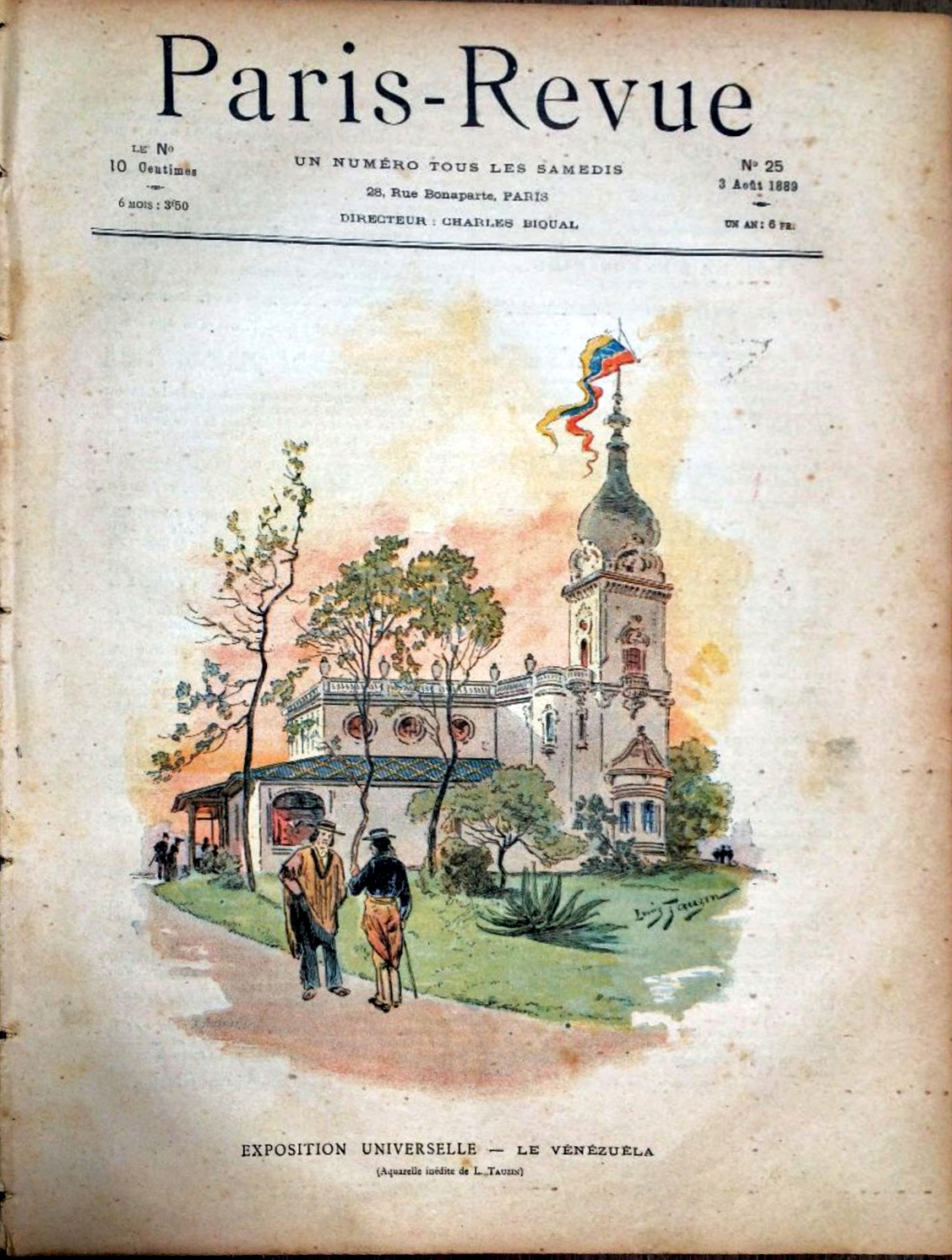
Pabellón de Venezuela visto desde el flanco derecho. Ilustración de Louis Tauzin.

El Pabellón de Venezuela en la Exposición Universal de 1889 fue el edificio que representó al país sudamericano en la Exposición Universal de París de 1889. Fue el primer pabellón propio que Venezuela construyó desde que inició su concurrencia a las Exposiciones Universales en 1862.

## Historia
La Exposición Universal se realizaría en la ciudad de París en el año de 1889 con ocasión del centenario de la Revolución Francesa. Desde los primeros meses en que Venezuela comenzó a planificar su participación, el entonces presidente Antonio Guzmán Blanco se reservó para sí la supervisión del proyecto durante su último periodo como mandatario. La acción más evidente en este sentido fue asegurar que, una vez abandonado el poder en 1887, fuese designado como Ministro Plenipotenciario de Venezuela ante Francia. Luego de asentarse en la capital francesa, Guzmán Blanco influyó en la elección del arquitecto, en la programación especial, y en la definición del catálogo final de los productos a exhibir.
Al igual que todas las naciones hispanoamericanas que estuvieron presentes, salvo México, Venezuela contrató a un arquitecto francés para el diseño y construcción del pabellón. El seleccionado fue Edmond Paulin, egresado de la Escuela de Bellas Artes y conocido por haber culminado la reconstrucción de las Termas de Diocleciano en Roma. Paulin proyectó un edificio de planta cuadrada y patio interno de 450 m² en una parcela de 600m² localizada en el Campo de Marte, al suroeste de las obras de la Torre Eiffel y adyacente a sus similares de Argentina, Bolivia, Brasil, Chile, México, y de un restaurante de comida francesa. 
El pabellón fue diseñado con un marcado eclecticismo que combinaba elementos de la arquitectura neocolonial española con el barroco, con ornamentos cercanos al estilo Luis XV que había sido introducido en América por los españoles y los jesuitas. Tenía además relieves e inscripciones sobre la entrada principal en torno a una reproducción del escudo de armas y una balaustrada en la parte superior, y a su costado izquierdo se construyó una torre de dos pisos. Con esto, Paulin buscaba evocar el hecho de que la cultura venezolana había decidido establecer nexos con su pasado colonial. Sin embargo, el arquitecto, quien nunca había visitado Venezuela, terminó recurriendo a algunos rasgos del llamado churrigueresco, un estilo que irónicamente jamás tuvo ejemplos en el país.
Al terminarse su construcción, el edificio destacaba por su blancura exterior, cosa que el arquitecto compensó con una galería revestida con los tres colores de la bandera nacional.

## Exhibición
El pabellón se caracterizó por tener un catálogo bastante representativo de los productos nacionales. Por una parte, se exhibieron herramientas usadas en procesos educativos y aparatos empleados en las artes liberales. Entre otras cosas, hubo dibujos y figuras hechas en terracota, muestras arqueológicas, así como muestras tipográficas, las ediciones de dos diarios de circulación nacional, artículos de papelería, y una exposición etnográfica de los tipos de viviendas en el lago de Maracaibo.
Adicionalmente, algunas compañías dedicadas a la explotación aurífera en el territorio federal Yuruari organizaron una muestra del mineral apilado en una pirámide, y en el que se aseguraba que la producción entre 1871 y 1888 equivalía a 120 millones de francos.
En la exhibición también figuró un inventario de las maderas recolectadas en la Hacienda Chuao, en ese entonces propiedad de Guzmán Blanco, ordenadas por su nombre común y científico. También se ofreció un modelo en cera de un cacaotero y muestras de granos de café y de cacao, por los cuales el expresidente recibió un premio oficial de la Exposición.
En otra área habían cráneos humanos de las diferentes tribus indígenas que habitan en las riberas del río Orinoco, que acompañaban una vitrina que mostraban un modelo de una necrópolis indígena, un sarcófago, armas, pagayas, e incluso una corona hecha con garras de jaguar.
Doce expositores colaboraron con muestras textiles, prendas de vestir, piedras preciosas, hilos y telas de algodón y cáñamo. En el área de farmacéutica se apreciaron productos como bálsamo de palo aceitero, manteca de cacao, extracto de zarzaparrilla. También tuvieron presencia productos alimenticios como el maíz, chocolate, confitería, sarrapia, aceite de palma, y algunos licores como ron, vino de naranja y brandy de azúcar. El centro del pabellón tenía hamacas colgadas, con un relieve del puerto de La Guaira, y una réplica de una estatua de Simón Bolívar en Boyacá.
El número de elementos dispuestos en exhibición ha sido el mayor enviado a una exposición internacional hasta el momento, obteniendo una gran cantidad de premios oficiales.